# Franci
Franci je moško osebno ime.

## Izvor imena
Ime Franci je različica moškega osebnega imena Frančišek.

## Pogostost imena
Po podatkih Statističnega urada Republike Slovenije je bilo na dan 31. decembra 2007 v Sloveniji število moških oseb z imenom Franci: 2.039. Med vsemi moškimi imeni pa je ime Franci po pogostosti uporabe uvrščeno na 109. mesto.

## Osebni praznik
V koledarju je ime Franci skupaj z imenom Frančišek.